# Sunder Nix
Sunder Nix, född 2 december 1961 i Birmingham i Alabama, är en amerikansk före detta friidrottare som tävlade i kortdistanslöpning främst på 400 meter. 
Nix deltog vid VM 1983 i Helsingfors där han blev bronsmedaljör på 400 meter på tiden 45,24. Han deltog vid Olympiska sommarspelen 1984 i Los Angeles där han slutade femma på 400 meter. Vid samma mästerskap ingick han i det amerikanska stafettlaget på 4 x 400 meter som vann olympiskt guld.

## Personliga rekord
- 400 meter - 44,75